# Mount De Veber
Mount De Veber är ett berg i Kanada.   Det ligger i provinsen Alberta, i den centrala delen av landet, 3 200 km väster om huvudstaden Ottawa. Toppen på Mount De Veber är 2 538 meter över havet, eller 19 meter över den omgivande terrängen. Bredden vid basen är 0,11 km.
Terrängen runt Mount De Veber är kuperad åt nordväst, men åt sydost är den bergig. Trakten runt Mount De Veber är nära nog obefolkad, med mindre än två invånare per kvadratkilometer.. Det finns inga samhällen i närheten.
Trakten runt Mount De Veber består i huvudsak av gräsmarker.